# Xanadu (Titan)

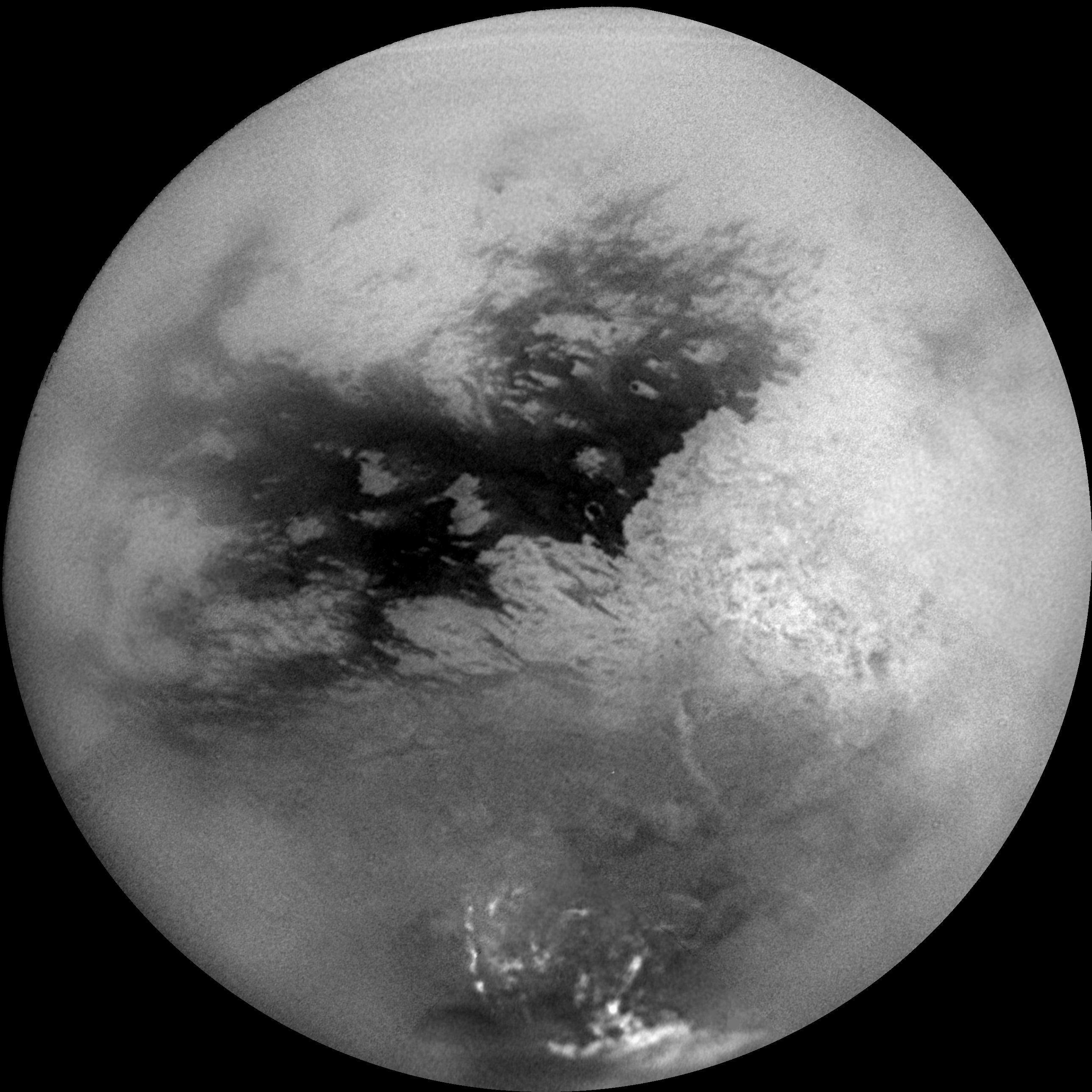
Xanadu este zona luminoasă de jos din centru-dreapta a acestei imagini

Xanadu (deseori denumită „Xanadu Regio”, deși acesta nu este numele ei oficial) este o zonă extrem de reflectorizantă de pe emisfera frontală a satelitului lui Saturn, Titan. Numele său vine de la Xanadu, palatul legendar descris de Samuel Taylor Coleridge în poemul său Kubla Khan.
Regiune a fost identificată pentru prima data în 1994 de către telescopul spațial Hubble, care a afișat-o în lungimi de undă în infraroșu; și a fost recent fotografiată în detaliu de sonda Cassini. Regiunea este plină de dealuri și tăiată de văi și de prăpăstii.